# Chambon (Cher)
Chambon ist eine französische Gemeinde mit 154 Einwohnern (Stand 1. Januar 2022) im Département Cher in der Region Centre-Val de Loire; sie gehört zum Arrondissement Saint-Amand-Montrond und zum Kanton Trouy. Der Ort liegt im Tal des Flusses Trian, einem Nebenfluss des Cher.

## Bevölkerungsentwicklung
- 1962: 215
- 1968: 231
- 1975: 195
- 1982: 143
- 1990: 122
- 1999: 134
- 2012: 164

## Sehenswürdigkeiten

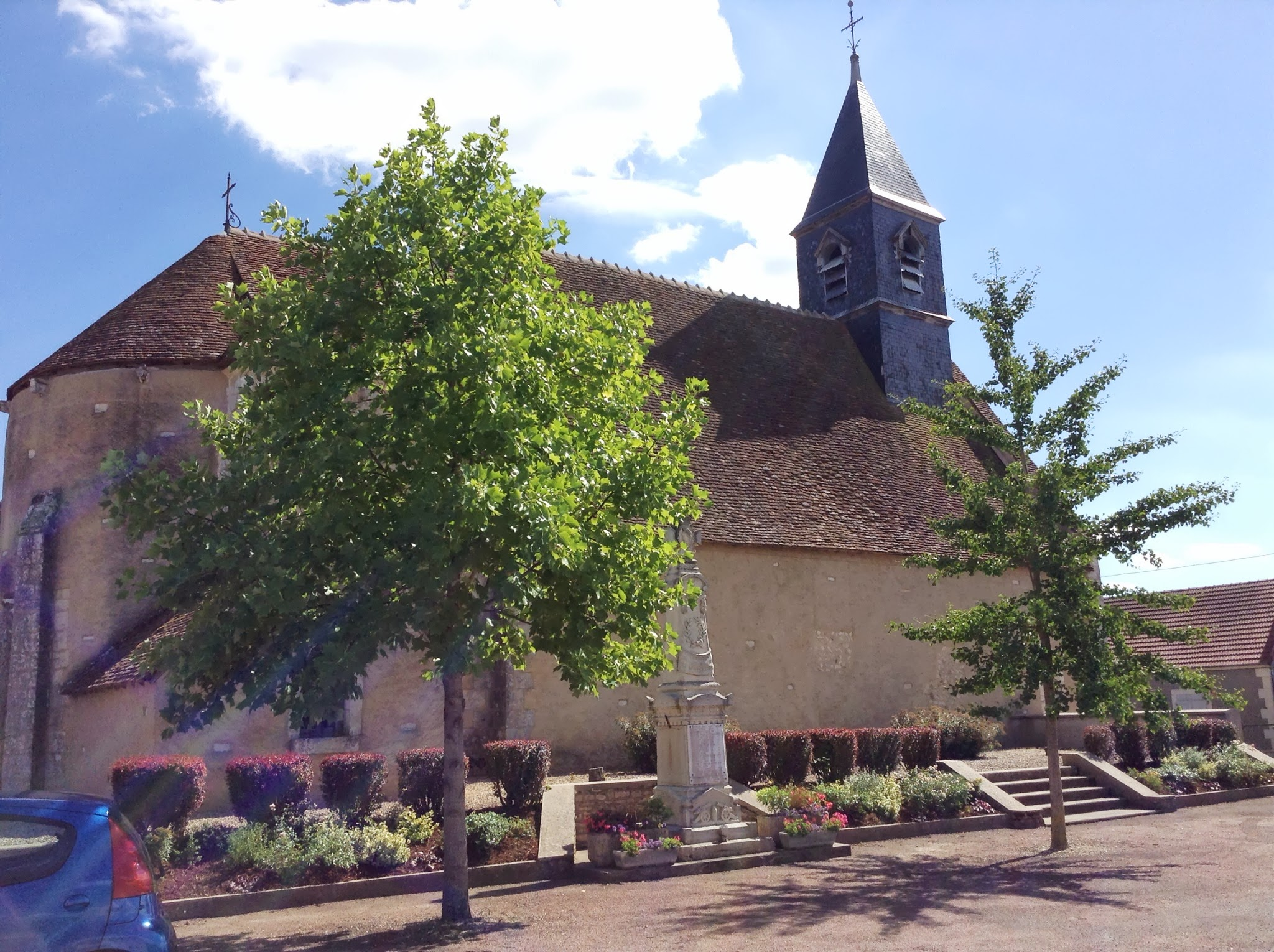
Kirche Saint-Pierre

- Kirche Saint-Pierre (siehe auch: Liste der Monuments historiques in Chambon (Cher))